# Tóth Adrienn (labdarúgó, 1981)
Tóth Adrienn (Győr, 1981. október 12. –) válogatott magyar labdarúgó, csatár.

## Pályafutása

### A válogatottban
1999 és 2004 között 17 alkalommal szerepelt a válogatottban és öt gólt szerzett.

## Sikerei, díjai
- Magyar bajnokság
  - bajnok: 2003–04
  - 2.: 2004–05
  - 3.: 2000–01, 2001–02, 2002–03

## Statisztika

### Mérkőzései a válogatottban
| Magyarország | Magyarország         | Magyarország              | Magyarország        | Magyarország | Magyarország        | Magyarország     | Magyarország | Magyarország |
| #            | Dátum                | Helyszín                  | Hazai               | Eredmény     | Vendég              | Kiírás           | Gólok        | Esemény      |
| ------------ | -------------------- | ------------------------- | ------------------- | ------------ | ------------------- | ---------------- | ------------ | ------------ |
| 1.           | 1999. június 20.     | Tótkeresztúr              | Szlovénia           | 0 – 9        | Magyarország        | barátságos       | -            | 83'          |
| 2.           | 2000. október 14.    | Bük                       | Magyarország        | 0 – 3        | Hollandia           | Eb-selejtező     | -            |              |
| 3.           | 2000. november 18.   | Almelo                    | Hollandia           | 2 – 0        | Magyarország        | Eb-selejtező     | -            |              |
| 4.           | 2001. április 21.    | Weiz                      | Ausztria            | 1 – 1        | Magyarország        | barátságos       | -            |              |
| 5.           | 2001. május 26.      | Tiszaújváros              | Magyarország        | 8 – 1        | Szlovénia           | nemzetközi torna | 1            | 39'          |
| 6.           | 2001. május 27.      | Tiszaújváros              | Magyarország        | 0 – 0        | Lengyelország       | nemzetközi torna | -            |              |
| 7.           | 2001. szeptember 1.  | Kecskemét                 | Magyarország        | 3 – 0        | Bosznia-Hercegovina | Eb-selejtező     | -            | 83'          |
| 8.           | 2001. szeptember 29. | Garamszentkereszt         | Szlovákia           | 0 – 2        | Magyarország        | Eb-selejtező     | -            |              |
| 9.           | 2001. október 13.    | Bük                       | Magyarország        | 2 – 0        | Fehéroroszország    | Eb-selejtező     | 1            | 86'          |
| 10.          | 2001. november 21.   | Isztambul                 | Törökország         | 1 – 4        | Magyarország        | Eb-selejtező     | -            | 80'          |
| 11.          | 2002. március 27.    | Hévíz                     | Magyarország        | 7 – 1        | Szlovénia           | barátságos       | 1            | 82'          |
| 12.          | 2002. április 13.    | Szarajevó                 | Bosznia-Hercegovina | 0 – 11       | Magyarország        | Eb-selejtező     | 1            | 70'          |
| 13.          | 2002. április 22.    | Minszk, Torpedo stadion   | Fehéroroszország    | 2 – 4        | Magyarország        | Eb-selejtező     | 1            | 46' 54'      |
| 14.          | 2002. május 4.       | Győr                      | Magyarország        | 3 – 1        | Szlovákia           | Eb-selejtező     | -            | 65'          |
| 15.          | 2002. május 23.      | Budapest, Megyeri út      | Magyarország        | 4 – 1        | Törökország         | Eb-selejtező     | -            | 46'          |
| 16.          | 2002. augusztus 24.  | Szombathely               | Magyarország        | 3 – 5        | Jugoszlávia         | barátságos       | -            |              |
| 17.          | 2004. október 3.     | Moszkva, Stroitel stadion | Oroszország         | 4 – 0        | Magyarország        | Eb-selejtező     | -            | 88'          |
|              | Összesen             |                           |                     | 17           | mérkőzés            |                  | 5            | gól          |